# مارك لورانس (ممثل)
مارك لورانس (بالإنجليزية: Marc Lawrence) هو ممثل أمريكي، ولد في 17 فبراير 1910 بنيويورك في الولايات المتحدة، وتوفي في 27 نوفمبر 2005 ببالم سبرينغس في الولايات المتحدة بسبب نوبة قلبية.

## أعمال

### أفلام
- (1933) سيدة لمدة يوم
- (1940) بريغهام يونغ
- (1941) زهور وسط الغبار
- (1943) حادث قوس الثور
- (1948) كي لارغو
- (1950) أبوت وكوستيلو في الفيلق الخارجية
- (1956) هيلين الطروادية
- (1971) الماس للأبد[6]
- (1974) الرجل ذو المسدس الذهبي
- (1976) رجل الماراثون
- (1992) نيوزيس
- (1996) من الغسق حتى الفجر[7][8]
- (1999) نهاية الأيام[9]
- (2001) أخبار الشحن
- (2003)  باك إن أكشن[10]

## وصلات خارجية
- مارك لورانس على موقع IMDb (الإنجليزية)
- مارك لورانس على موقع روتن توميتوز (الإنجليزية)
- مارك لورانس على موقع ألو سيني (الفرنسية)
- مارك لورانس على موقع أول موفي (الإنجليزية)
- مارك لورانس على موقع قاعدة بيانات برودواي على الإنترنت (الإنجليزية)
- مارك لورانس على موقع قاعدة بيانات الأفلام السويدية (السويدية)
- مارك لورانس على موقع إن إن دي بي (الإنجليزية)
- مارك لورانس على موقع قاعدة بيانات الفيلم (الإنجليزية)
- مارك لورانس على موقع كينوبويسك (الروسية)